# Evilenko
Pour plus de détails, voir Fiche technique et Distribution.
Evilenko, Le monstre de Rostov est un film italien réalisé par David Grieco, sorti en 2004, librement inspiré de la vie du tueur en série soviétique (ukrainien) Andreï Tchikatilo, surnommé « Le monstre de Rostov ».

## Synopsis
Dans les années 1980 en URSS, Andrej Romanovic Evilenko est professeur dans une école primaire. Après avoir tenté d'abuser de l'une de ses élèves, il est renvoyé de son poste. Il devient alors un tueurs en série qui viole, tue et dévore des enfants et des jeunes femmes.

## Fiche technique
- Titre : Evilenko
- Réalisation : David Grieco
- Scénario : David Grieco, d'après son propre roman, Le Communiste qui mangeait les enfants
- Production : Mario Cotone, Michael Cowan, Jason Piette et Pietro Dioni
- Société de production : Pacific Pictures
- Musique : Angelo Badalamenti
- Photographie : Fabio Zamarion
- Montage : Francesco Bilotti
- Pays d'origine : Italie
- Langue de tournage : Anglais & Italien
- Format : Couleurs - 1,85:1 - Dolby Digital - 35 mm
- Genre : Policier, thriller
- Durée : 111 minutes
- Dates de sortie : 
  -  Italie : 16 avril 2004

## Distribution
- Malcolm McDowell : Andrej Romanovic Evilenko
- Marton Csokas : Vadim Timurouvic Lesiev
- Ronald Pickup : Aron Richter
- Alexei Chadyuk : le capitaine Ramenskij
- Giaime Grieco : Igor
- Manuel Grieco : Pavel
- Ruby Kammer : Tonya
- Ostap Stupka : le docteur Amitrin
- Camilla Giorgi : Valentina

## Autour du film
- Le tournage s'est déroulé à Kiev, en Ukraine.
- Il s'agit du second film, après Citizen X en 1995, à retracer l'histoire du tueur en série ukrainien Andrei Chikatilo[1].
- La chanteuse irlandaise Dolores O'Riordan, du groupe The Cranberries, a participé à la bande originale du film.

## Récompenses et distinctions
- Grand Prix du film fantastique européen, lors du Fantafestival en 2004.
- Nomination au Prix David di Donatello du meilleur réalisateur débutant en 2005.
- Nomination au prix du meilleur réalisateur débutant, par le Syndicat national italien des critiques de cinéma en 2005.